# Гагшорське сільське поселення
Гагшо́рське сільське поселення (рос. Гагшорское сельское поселение) — муніципальне утворення у складі Сисольського району Республіки Комі, Росія. Адміністративний центр — село Гагшор.

## Населення
Населення — 385 осіб (2017, 483 у 2010, 678 у 2002, 860 у 1989).

## Склад
До складу поселення входять такі населені пункти:
| Населений пункт | Населення, осіб (1989) | Населення, осіб (2002) | Населення, осіб (2010) |
| --------------- | ---------------------- | ---------------------- | ---------------------- |
| Бортом, селище  | 603                    | 436                    | 327                    |
| Гагшор, село    | 257                    | 242                    | 156                    |